# Agua Fria
Agua Fria és una concentració de població designada pel cens dels Estats Units a l'estat de Nou Mèxic. Segons el cens del 2000 tenia 2.051 habitants.

## Demografia
Segons el cens del 2000, Agua Fria tenia 2.051 habitants, 721 habitatges, i 508 famílies. La densitat de població era de 404 habitants per km².
Dels 721 habitatges en un 41,9% hi vivien nens de menys de 18 anys, en un 47,2% hi vivien parelles casades, en un 14,7% dones solteres, i en un 29,5% no eren unitats familiars. En el 20,9% dels habitatges hi vivien persones soles el 5% de les quals corresponia a persones de 65 anys o més que vivien soles. El nombre mitjà de persones vivint en cada habitatge era de 2,84 i el nombre mitjà de persones que vivien en cada família era de 3,29.
Per edats la població es repartia de la següent manera: un 29,6% tenia menys de 18 anys, un 9,8% entre 18 i 24, un 34,7% entre 25 i 44, un 19,3% de 45 a 60 i un 6,7% 65 anys o més.
L'edat mediana era de 31 anys. Per cada 100 dones de 18 o més anys hi havia 106,9 homes.
La renda mediana per habitatge era de 32.978 $ i la renda mediana per família de 33.456 $. Els homes tenien una renda mediana de 25.539 $ mentre que les dones 25.565 $. La renda per capita de la població era de 14.023 $. Aproximadament el 21,5% de les famílies i el 22,8% de la població estaven per davall del llindar de pobresa.

## Poblacions més properes
El següent diagrama mostra les poblacions més properes.